# Station East Grinstead
East Grinstead is een spoorwegstation van National Rail in East Grinstead, Mid Sussex in Engeland. Het station is eigendom van Network Rail en wordt beheerd door Southern. 